# Fashion (film)
Fashion (hindi: फैशन) è un film indiano del 2008 diretto, co-prodotto e co-sceneggiato da Madhur Bhandarkar. Il film vede protagoniste Priyanka Chopra, Kangana Ranaut, Mugdha Godse e Arjan Bajwa. Basato su un lato piuttosto oscuro dell'industria della moda, descritti attraverso gli occhi della protagonista. Kangana interpreta il ruolo di una ex supermodella che affronta la propria rovina economica ed il proprio decadimento fisico. La storia ricorda molto da vicino la biografia di Geetanjali Nagpal, benché il regista abbia apertamente negato che si tratti della biografia di Geetanjali Nagpal. Priyanka Chopra e Kangana Ranaut hanno vinto rispettivamente il riconoscimento per la miglior attrice e per la migliore attrice non protagonista per le proprie interpretazioni in occasioni del National Film Awards 2009.